# David Froman
David Wesley Froman (Miami (Oklahoma), 31 december 1938 - aldaar, 8 februari 2010) was een Amerikaans (televisie)acteur.
Froman speelde van 1986 tot 1994 mee in 56 afleveringen van Matlock als Lt. Bob Brooks. Hij was ook te zien in verschillende andere televisiereeksen uit de jaren tachtig en negentig, zoals Hill Street Blues, Trapper John, M.D., 21 Jump Street, Cheers en Diagnosis Murder. Voorts speelde hij de rol van Captain K'Nera in een aflevering van Star Trek: The Next Generation.
Naast zijn carrière in Hollywood was Froman ook theaterdocent in Miami (Oklahoma) en speelde hij mee in talrijke stukken van het Miami Little Theatre. Froman overleed in februari 2010 aan kanker.